# Havock (Schiff, 1894)
Die 1894 in Dienst gekommene HMS Havock war der erste Zerstörer (torpedo boat destroyer) der britischen Royal Navy. Das Boot wurde von Yarrow im Londoner Stadtteil Poplar gebaut und gehörte zu den sechs im Haushaltsjahr 1892/93 erstmals bestellten Zerstörern und wurde als erster ausgeliefert. Das ursprüngliche Zwei-Schornsteinboot erhielt 1899/1900 neue Wasserrohrkessel und drei Schornsteine. 1912 wurde das stets in der Heimat eingesetzte Boot zum Abbruch verkauft.

## Entwicklungs- und Baugeschichte
Die Royal Navy sah in den Torpedobooten der anderen Marinen eine erhebliche Bedrohung ihre Schlachtflotte. Der Chilenische Bürgerkrieg von 1891 hatte diese Gefahr noch deutlicher gemacht, als es dem in England gebauten Torpedokanonenboot Almirante Lynch gelang, das Flaggschiff der Rebellen, die Panzerfregatte Blanco Encalada, zu versenken (erste Versenkung eines Kriegsschiff durch einen Torpedo mit Eigenantrieb). Um dieser Bedrohung zu begegnen, entwickelte die Royal Navy seit Jahren Abwehrschiffe. Allerdings hatten die von ihr entwickelten und beschafften Torpedokanonenboote bislang nicht die Erwartungen erfüllt, da ihre Geschwindigkeit nicht genügte, um moderne Torpedoboote abzufangen. 1892 bestellte der neue Dritte Seelord, Konteradmiral Jackie Fisher sechs Boote bei Werften, die im Torpedoboot-Bau Erfahrung hatten, die annähernd dieselbe Geschwindigkeit wie mögliche Angreifer haben sollten, mit hinreichend Schnellfeuerkanonen zur Abwehr von Torpedobooten ausgestattet waren und eine bessere Seefähigkeit als die bis dahin beschafften eigenen Torpedoboote haben sollten. Drei Werften erhielten die ersten Aufträge für diese erst als „torpedo boat catcher“ bezeichneten Boote, die bald als „torpedo boat destroyer“ (Zerstörer) bezeichnet wurden.
Die Admiralität überließ die Detailkonstruktion bei diesen Aufträgen den Bauwerften. Yarrow baute die Havock und die Hornet, die aber eine abweichende Kesselanlage und daher vier Schornsteine erhielt. Die ebenfalls Londoner Werft John I. Thornycroft & Co. in Chiswick fertigte gleichzeitig die Daring und Decoy sowie etwas später Laird Brothers in Birkenhead die Ferret und Lynx. Die sechs Boote wurden oft auch als die „26-knotter“ nach ihrer Höchstgeschwindigkeit zusammengefasst.
Die Havock hatte, wie alle britischen Zerstörer bis über die Jahrhundertwende hinaus, ein gewölbtes Vorderdeck, das als „turtleback“ (Schildkrötrücken) bezeichnet wurde. Sie verdrängte bei voller Ausrüstung 275 t.n. und erreichte fast eine Höchstgeschwindigkeit von 27 Knoten (kn). Als Antrieb dienten zwei Lokomotivkessel, deren Enden gegeneinander standen, was zu zwei nahe hintereinander stehenden Schornsteine führten. Die beiden Dreifach-Expansionsmaschinen konnten bis zu 3700 PS leisten.
Bewaffnet wurde die Havock mit einer 12-pounder-Kanone, die auf einer Plattform beim Kommandostand aufgestellt wurde. Diese Position war selbst bei moderater See extrem nass. Zwei der 6-pounder-Schnellfeuerkanonen standen seitlich und hinter dem Kommandostand. Die dritte Kanone wurde nahe dem Heck noch hinter der Zwillings-Deckstorpedorohre aufgestellt. Der drehbare Zwillingssatz konnte seine 18-inch (450 mm)-Torpedos nach beiden Seiten verschießen. Das dritte Torpedorohr befand sich im Bug und schoss seine Torpedos mit einer Pulverladung ab. Diese Installation wurde später entfernt, da sie sehr wetterabhängig war und das Boot bei höherer Geschwindigkeit Gefahr lief, den eigenen Torpedo zu überlaufen. Die Beseitigung/der Verzicht auf Bugrohre bei allen Zerstörern führte auch zu einer Verbesserung der Aufenthaltsräume für die Mannschaften auf den extrem beengten Booten.

## Einsatzgeschichte
Die Havock lief als erstes Boot des neuen Typs am 12. August 1893 vom Stapel. Ihre Seetestfahrten am 28. Oktober 1893 waren erfolgreich, die erzielten Geschwindigkeiten zeigten, dass das Boot den Schlachtschiffe folgen konnte. Schon jetzt zeigte sich, dass das Bugtorpedorohr auf See weitgehend nutzlos sein würde. Auch trug es dazu bei, dass der Bug sich in die See grub und das Vorschiff extrem nass war. Aber es dauerte noch einige Jahre, bis die Navy erst auf die Bugrohre, dann auch auf die mit ursächliche Vorschiffskonstruktion mit dem Schildkrötrücken verzichtete. Das Seeverhalten wurde als überdurchschnittlich gut bezeichnet und die Reaktion der Havock auf ihr Ruder als gut und folgerichtig bezeichnet. Bemängelt wurde allerdings ihr hoher Kohlenverbrauch. Bei den Manövern 1894 blieb sie 24 Stunden in See und zeigte sich dem Torpedokanonenboot Speedy im Abfangen von Torpedobooten und im Einsatz gegeneinander stark überlegen. Nach seiner ersten Indienststellung wurde das Boot in der Regel im Kanal eingesetzt.

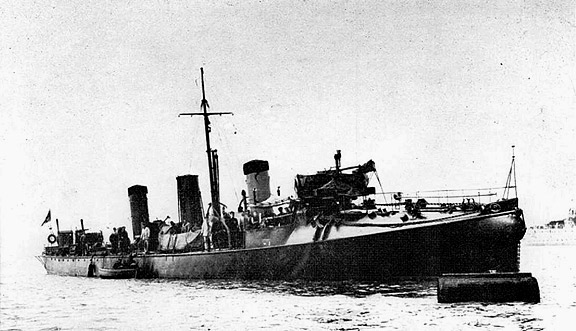
Die Havock 1900 nach Umbau

1899–1900 erfolgte eine grundlegende Modernisierung der Havock, die ihr Aussehen veränderte. Man ersetzte die alten Kessel durch moderne Wasserrohrkessel der Bauart Yarrow und das Boot erhielt drei Schornsteine, von denen der mittlere etwas dicker war. Das Boot wurde weiterhin in den Heimatgewässern eingesetzt. Am 16. August 1902 nahm es an der großen Flottenparade anlässlich der Krönung Edward VII. bei Spithead teil. Im Juni 1906 kam die Havock zur 2. Zerstörerflottille nach Chatham und gehörte ab dann zur Flottenreserve. Im Mai 1912 wurde sie dann zum Abbruch verkauft.

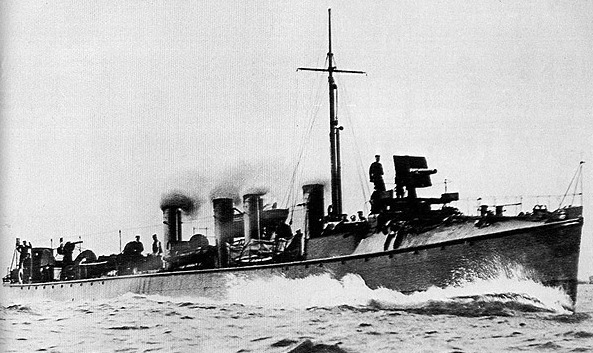
Das Schwesterboot HMS Hornet

### Das SchwesterbootHornet
Das zweite von Yarrow & Co gelieferte Boot, die HMS Hornet war zwar weitgehend mit der Havock identisch, unterschied sich aber optisch stark vom Schwesterboot. Sie hatte acht kleine Wasserrohrkessel der Bauart Yarrow mit vier weit auseinanderstehenden Schornsteinen erhalten. Diese ersten Kessel der Firma verbrauchten allerdings noch mehr Kohlen. Auch sie diente fast ausschließlich in den Heimatgewässern, soll aber auch kurzzeitig im Mittelmeer eingesetzt worden sein. Sie wurde schon 1909 abgewrackt.

### Weitere Bestellungen
Die Tatsache, dass die HMS Havock bei ihren ersten Testfahrten im Herbst 1893 die geforderte Geschwindigkeit von 26 Knoten auf Anhieb überbot, führten bei den ersten Nachbestellungen im Haushaltsjahr 1893/94 zur Forderung, 27 kn zu erreichen. Die ersten Aufträge für je drei Boote gingen an Thornycroft (Ardent-Klasse) und Yarrow & Co (Charger-Klasse). Charger, Dasher und Hasty’o hatten ursprünglich die Kesselanordnung und -ausstattung der Havock und zwei Schornsteine, später aber nach Neubekesselung auch drei Schornsteine. Es folgten noch Aufträge für 30 weitere Boote an zwölf weitere Werften. Diese 36 Boote bildeten dann die „27-knotter“-Klasse.
Als 1913 die Royal Navy alle Zerstörer in mit Buchstaben gekennzeichnete Klassen sortierte bildeten die noch vorhandenen fünfzehn „27-knotter“ die A-Klasse, von der bei Beginn des Ersten Weltkriegs noch zwölf vorhanden waren. Die „26-knotter“ waren bei der Einführung des neuen Klassensystems alle ausgeschieden, werden aber heute in Klassenübersichten oft zu dieser A-Klasse gezählt.
Auch die ab 1895 folgenden 30-knotter, die bis über die Jahrhundertwende hinaus gebaut wurden, waren Weiterentwicklung der Havock; sie bildeten bei der Neuordnung der Zerstörerklassen 1913 die Klassen „B“ (4 Schornsteine, 24 Boote), „C“ (3 Schornsteine, 40 Boote) und „D“ (2 Schornsteine, 10 Boote) nach der Anzahl ihrer Schornsteine bei unterschiedlicher Bauausführung.
Yarrow war am Bau dieser Boote nur noch als Zulieferer beteiligt, da die Werft in diesen Jahren vor allem Boote für den Export produzierte.

## Die26-knotters
| Name       | Werft          | Kiellegung | Stapellauf | fertig | Schicksal                                     |
| ---------- | -------------- | ---------- | ---------- | ------ | --------------------------------------------- |
| HMS Havock | Yarrow         | 1.07.1892  | 12.08.1893 | 1.1894 | gestrichen 14.05.1912                         |
| HMS Hornet | Yarrow         | 1.07.1892  | 13.12.1893 | 7.1894 | gestrichen 12.10.1909                         |
| HMS Daring | Thornycroft    | 1.07.1892  | 25.11.1893 | 2.1895 | gestrichen 10.04.1912                         |
| HMS Decoy  | Thornycroft    | 1.07.1892  | 7.04.1894  | 6.1895 | gesunken 13.08.1904                           |
| HMS Ferret | Laird Brothers | 1.07.1892  | 9.12.1893  | 3.1895 | gestrichen 1910, 1911 als Zielschiff versenkt |
| HMS Lynx   | Laird Brothers | 1.07.1892  | 24.01.1894 | 3.1895 | gestrichen 10.04.1912                         |